# Ground Support System
Das Ground Support System (GSS) ist ein logistisches Computersystem für die Betriebsführung des Eurofighters. Es besteht aus den Systemen:
- Engineering Support System (ESS)
- Mission Support System (MSS)
- Ground Loading and Data Transfer Unit (GLU)

Das System wird in der Projektverantwortung der EADS-CASA entwickelt, wobei für verschiedene Subsysteme anderen Unterauftragnehmern wie BAE Systems, Alenia oder Eurojet beauftragt sind.
Innerhalb der Bundeswehr ist das Waffensystemkommando der Luftwaffe für das GSS zuständig.